# Gorgadji
Gorgadji ist sowohl eine Gemeinde (französisch commune rurale) als auch ein dasselbe Gebiet umfassendes Departement im westafrikanischen Staat Burkina Faso in der Region Sahel und der Provinz Séno. Die Gemeinde hat in 17 Dörfern 30.630 Einwohner und liegt auf einer Fläche von 910 km².
Die Gründer von Gorgadji stammen wahrscheinlich aus dem nahegelegenen Dori.